# Sankt Klemens
Sankt Klemens är en tätort i Odense kommun i Region Syddanmark i Danmark. Tätorten har 3 065 invånare (2024). Den ligger på Fyn, cirka 7 kilometer sydväst om Odense.